# Bart the Fink
"Bart the Fink" är avsnitt 15 från säsong sju av Simpsons. Avsnittet sändes på Fox i USA den 11 februari 1996. I avsnittet förstör Bart ekonomin och karriären för Krusty the Clown sedan han fått banken att utreda hans konton då han ville ha hans autograf. Krusty bestämmer sig för att fejka sin död och Bart är ledsen tills han inser att Krusty har fejkat sin död och han och Lisa söker upp honom.
Avsnittet skrevs av John Swartzwelder efter en idé av Bob Kushell och regisserades av Jim Reardon. Bob Newhart gästskådespel$ar som sig själv och Phil Hartman som Troy McClure. Titeln är en parodi på Barton Fink. Avsnittet fick en Nielsen ratings på 8.7 och var det femte mest sedda programmet på Fox under veckan.

## Handling
Familjen Simpsons tant Hortense har avlidit. Familjen Simpsons kommer att ärva hennes pengar om de sover en natt i ett spökhus. De gör de och får 100 dollar vardera. Bart vill köpa 100 tacos för 100 dollar för pengarna och Lisa vill sponsra Corporation for Public Broadcasting. Marge har andra planer och tvingar dem att sätta in pengarna på Bank of Springfield. Bart skaffar ett checkkonto och börjar skriva ut checkar till sina vänner. Bart försöker få Krusty the Clowns autograf men då han inte får dem ger han honom en check på 25 cent för att få autografen när han signerar den. Då Bart får tillbaka checken är det en stämpel på den från en bank på Caymanöarna. Bart klagar hos banken för att få Krusty att skriva på autografen men de berättar för honom att det är okej att stämpla. Banken kontaktar sen IRS och efter fem minuter grips Krusty för att ha undvikit skatten.
IRS tar hand om Krustys ekonomi och varumärken vilket gör honom deprimerad då hans förlorar allt som betyder något för honom. Några dagar senare ser hela staden på när Krusty flyger med sitt flygplan "I'm-on-a-rolla-Gay" och kraschar med det i ett berg. Krusty anses efter det varit död. Efter begravningen, där Bob Newhart av misstag håller ett tal, börjar Bart se Krusty runt om i Springfield. Bart tar hjälp av Lisa för att undersöka om Krusty lever och de besöker hamnen, där de träffar Rory B. Bellows som de igenkänner som Krusty. De övertalar honom att komma tillbaka och han gör det eftersom han kommer att fixa skatteproblemet, då han förstör båten där Rory B. Bellows befann sig, eftersom han hade en stor livförsäkring med hans namn.

## Produktion
Avsnittet skrevs av John Swartzwelder efter en idé av Bob Kushell. Avsnittet är baserat på skatteproblemen som Willie Nelson hade fått. Idén att Krusty fejkade sin egen död är baserat på ryktet om en fejkdöd av Andy Kaufman. Bill Oakley och Josh Weinstein anser att den första scenen i avsnittet är den läskigaste de gjorde, att familjen får sova i ett spökhus men att det slutar med att de sover bättre än någonsin. Oakley anser att skämtet fungerade bra.
Avsnittet regisserades av Jim Reardon. David Mirkin konsulterade och tyckte att animatörerna skulle  lägga in mer roliga saker för att krydda avsnittet som att en av de bankanställda hade en gorilla kostym. Efter röstinspelningen var avsnittet för långt det var 26 minuter långt, Weinstein säger att det är för Krusty talar för långsamt och de får bara skicka iväg 20 minuter ljud per avsnitt till Film Roman som animerar. Bob Newhart gästskådespelar som sig själv. Enligt Oakley pratade Newhart också långsamt så de fick klippa bort mer än hälften av hans repliker. Många av författarna är fans till Newhart och besökte inspelningen. Oakley och Weinstein lät alla ta paus från sitt arbete så de kunde se inspelningen. Första tagningen tog två och en halv minut, efter tagningen började alla i rummet, som hade tvingats att vara tysta, att börja skratta. Phil Hartman gästskådespelar som Troy McClure och även delar av hans repliker fick klippas bort.

## Kulturella referenser
Titeln är en parodi på Barton Fink. En affisch för Must See TV syns på en buss. Krustys flygplan "I'm-on-a-rolla-Gay" är en Enola Gay B-29. Krustys bankman från Caymanöarna är baserat på Sydney Greenstreet i Casablanca. Swartzwelder är med på Krustys begravning och håller i en Kermit-docka

## Mottagande
Avsnittet hamnade på plats 64 över mest sedda program under veckan i USA med en Nielsen ratings på 8.7. Avsnittet var det femte mest sedda programmet på Fox under veckan.
Hos DVD Movie Guide har Colin Jacobson kallat avsnittet för en vinnare och gillade mest skämtet med 100 tacos för 100 dollar. Jennifer Malkowski från DVD Verdict anser att den bästa delen i avsnittet är att då Homer påminner Bart att alla dör och han kan vakna upp död i morgon. I boken I Can't Believe It's a Bigger and Better Unofficial "Simpsons" Guide av Warren Martyn och Adrian Wood anser de att avsnittet gick snabbt framåt och hade många bra skämt och delar. Bob Newharts hyllning till Krusty var minnesvärd. I boken Media, home, and family har Stewart Hoover, Lynn Schofield Clark och Diane Alters skrivit att Krustys död visar sanningen om IRS, de förstör ekonomin och nöjeslivet för många. William Irwin har i The Simpsons and Philosophy: The D'oh! of Homer hyllat IRS i avsnittet för att de visar att ingen kan undgå att betala skatt. Chris Turner anser att avsnittet har svaret på varför så många vill vara falska och fuska.